# Ancoma
Ancoma è un centro abitato della Bolivia e un cantone del municipio di Tacobamba, nel dipartimento di Potosí ed è situata 394 chilometri a sud-est della capitale La Paz.
Il territorio di Ancoma è interamente montagnoso, essendo situato in piena cordigliera delle Ande; si estende su valli ed altopiani posti tra la Cordigliera Real e la Cordigliera Orientale.
Per questo motivo è una delle zone abitate più alte della Terra: l'altezza media sul livello del mare è di 3240 metri.
La popolazione vive in comunità sparse dedite all'agricoltura, in condizioni di estrema povertà; per lunghi mesi dell'anno non è possibile raggiungere il centro, mancando vie di comunicazione stabili.